# Преоцешть
Преоцешть, Преоцешті (рум. Preoțești) — село у повіті Вилча в Румунії. Адміністративно підпорядковане місту Белчешть.
Село розташоване на відстані 167 км на захід від Бухареста, 69 км на південний захід від Римніку-Вилчі, 27 км на північний схід від Крайови.

## Населення
За даними перепису населення 2002 року у селі проживали 222 особи, усі — румуни. Усі жителі села рідною мовою назвали румунську.